# Nini und Carry Hess

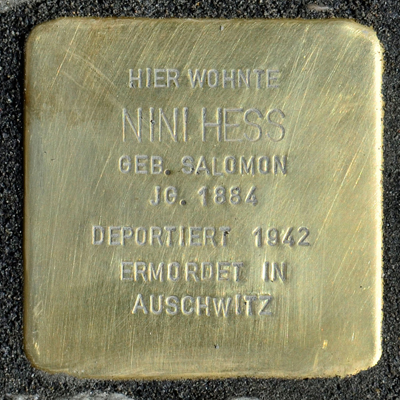
Gedenkstein für Nini Hess – Unter den Eichen 7, Frankfurt a. M.

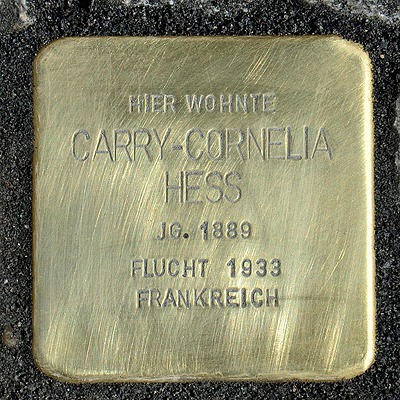
Gedenkstein für Carry Hess – Unter den Eichen 7, Frankfurt a. M.

Die Schwestern Nini (geb. 21. August 1884; gest. 1943 in Auschwitz) und Carry Hess (geb. 11. November 1889; gest. 1957 in Chur, Schweiz) zählten zu den bedeutendsten Lichtbildkünstlerinnen der Weimarer Republik. Wegen ihrer jüdischen Herkunft wurden die beiden Fotografinnen von den Nationalsozialisten verfolgt und ihr Werk und ihr Leben zerstört.

## Leben und Werk

Porträt Mathilde von Unruh (1924)

S. J. Agnon, aufgenommen 1924 in Frankfurt am Main durch die Schwestern

Nini (Stefanie) Hess und ihre jüngere Schwester Carry (Cornelia) wuchsen in einer liberalen jüdischen Kaufmannsfamilie in Frankfurt am Main auf. Ihre Eltern waren Samuel und Lina Hess, geb. Salomon aus Koblenz.
1913 gründeten die Fotografinnen ein Foto-Atelier in der Frankfurter Börsenstraße 2–4, dem damaligen Sigmund-Strauss-Haus, das bald zu den angesehensten Studios in Deutschland gehörte. Schnell wurden die Schwestern berühmt für ihre Porträt-, Theater- und Tanzfotografien. Auch widmeten sie sich der Akt-, Mode- und Architekturfotografie. Carry Hess erhielt 1912 einen Preis für Professionelle Fotografie in der Kategorie „Kunstfotografie“ auf der Allgemeinen Deutschen Fotoausstellung in Heidelberg.
Nini und Carry Hess fotografierten zahlreiche Prominente und Künstlerinnen, darunter Thomas Mann und Katia Mann, den Maler Max Beckmann, den Schriftsteller Alfred Döblin, den Psychoanalytiker C. G. Jung und den Komponisten Paul Hindemith. Zum Kreis der Porträtierten zählten auch berühmte Bühnenstars wie die Tänzerinnen Mary Wigman und Anna Pawlowna, der Schauspieler Heinrich George, die Schauspielerin Elisabeth Bergner oder der Theaterregisseur Fritz Kortner.

Mit ihren Porträts gelang es Nini und Carry Hess, psychologisch einfühlsam die Individualität der jeweiligen Person herauszuarbeiten. Die Bildsprache der beiden Fotografinnen rechnet man der vom Bauhaus inspirierten Richtung des „Neuen Sehens“ zu. Ein Schwerpunkt ihrer Arbeit waren viel beachtete Frauenporträts, die dazu beitrugen, das charakteristische Bild der modernen, emanzipierten „Neuen Frau“ in der Weimarer Zeit zu prägen. In einem Nachruf auf Carry Hess im New Yorker Aufbau heißt es: 
„Das Atelier genoss einmal Weltruf. Wer durch Frankfurt kam, mit Rang und Namen, saß bald vor ihrer Linse. So entstanden Aufnahmen, die man heute als klassische Porträts der Lichtbildkunst bezeichnen kann.“

## Diskriminierung, Verfolgung und Ermordung
Nini und Carry Hess verfügten über einen festen Anstellungsvertrag mit dem Frankfurter Theater, damals eines der wichtigsten Häuser in Deutschland. Nach der Machtergreifung der Nationalsozialisten 1933 kündigte das Theater ihnen den Vertrag aus „rassischen Gründen“ auf.
Carry Hess flüchtete nach Paris, während ihre Schwester Nini das Atelier weiterführte. In der Reichspogromnacht 1938 zerstörten Banden der SA das Fotoatelier und das Bildarchiv der Schwestern vollständig.
1942 wurden Nini und ihre Mutter Lina Hess von den Nationalsozialisten deportiert. Ihre letzte selbstgewählte Wohnadresse befand sich Unter den Eichen 7 in Frankfurt a. M. Danach lebten beide zwangsweise in der Eschersheimer Landstraße 20, einem sogenannten „Judenhaus“, in das die NS-Verwaltung vor der Deportation stehende antisemitisch Verfolgte einwies. 1943 wurden Mutter und Tochter im Konzentrationslager Auschwitz ermordet.
Als Deutschland Frankreich überfiel, floh Carry Hess weiter in die Pyrenäen und schlug sich mit Gelegenheitsarbeiten durch. Nach Kriegsende kehrte sie nach Paris zurück. Sie konnte nicht mehr als Fotografin arbeiten, da sie inzwischen auf einem Auge erblindet war.
Während ihrer letzten Lebensphase kämpfte Carry Hess mit den deutschen Behörden um finanzielle Wiedergutmachung. Noch ehe es zur Auszahlung einer Entschädigung kam, starb sie verarmt bei einem Kuraufenthalt in der Schweiz im August 1957.

## Postume Ausstellungen und Ehrungen
An der letzten selbstgewählten Adresse in Unter den Eichen 7, Frankfurt am Main () wurden am 23. Juni 2014 Stolpersteine für sie verlegt.
Lange Zeit galt das fotografische Werk von Nini und Carry Hess als vergessen und verdrängt. 2021 gelang es dem Frankfurter Museum Giersch der Goethe-Universität dank einer groß angelegten Such- und Sammelaktion, etliche Werke der beiden Fotografinnen wiederzufinden und in einer Ausstellung zu würdigen.
Das Deutsche Theatermuseum München zeigte vom 10. November 2022 bis zum 8. März 2023 die Ausstellung Gertrude Fuld, Nini und Carry Hess. Theaterfotografie in der Weimarer Republik. Es handelte sich um eine Teilübernahme der oben genannten Frankfurter Ausstellung mit dem Schwerpunkt auf Theaterfotografie.
Im Januar 2023 beschloss der Ortsbeirat 1 der Stadt Frankfurt am Main, einen Platz in der Nähe des damaligen Ateliers nach den beiden Schwestern zu benennen. Der Magistrat wurde zugleich aufgefordert, neben der Platzbeschilderung ein Zusatzschild über das Leben und Wirken anzubringen.